# Győri Andrea
Győri Andrea (Székesfehérvár, 1973. december 23. –) író, újságíró, kommunikációs szakember. Édesanyja P. Boda Ilona festőművész (Munkái olaj hatású akvarellek. Számos díjjal rendelkezik, kiállításai népszerűek a stílust kedvelők körében.) Testvére Péterfi Ádám Axel büntetőjogász-közgazdász.

## Szakmai életrajza
Pályafutását székesfehérvári, országos budapesti és veszprémi médiumokban folytatta. Korai, szárnypróbálgató éveit a Fejér Megyei Hírlapnál és az Ifjúsági Magazinnál kezdte, majd a Diákújságírók Országos Szövetsége (DUE) riportpályázatain lett 1991-ben első, 1992-ben pedig második helyezett. Ezt követően a Petőfi Rádió gyakornoka, később munkatársa lett. Tíz éven át dolgozott a Magyar Televízió különböző szerkesztőségeiben élő adások és dokumentum- valamint utazási sorozatok szerkesztőjeként, riportereként. Ezzel párhuzamosan a Zikkurat Produkció és a Sziget Produkció Stúdió Virágzó Magyarország című sorozatának szerkesztő-rendezője volt. A kereskedelmi televíziózásban az RTL Klub Reggeli című műsorának szerkesztőjeként vett részt, valamint több vidéki rádióban és televízióban dolgozott, mint pl a székesfehérvári Vörösmarty Rádiónál, a Fehérvár Televíziónál és a veszprémi Rádió Jamben.
Televíziós és rádiós munkásságát az etűdök, jegyzetek, publicisztikák írása is jellemezte. 2009-ben Keszthely mellé, Balatonberénybe költözött, ahol tevékenységét karitatív területen folytatta, miközben elkészítette első hosszabb lélegzetű, egyben sikeres, a mértékadó kritikusok szerint kultikus írását, „Az Örömlény” című regényt, amely először 2014-ben, majd 2015-ben került a könyvesboltokba.

## Karitatív tevékenységei
A szerző felnőtt életpályája során évtizedek óta a kiszolgáltatottak sorsáért harcolt, felsőoktatási tanulmányait is részint ez irányban folytatta. A gyermek- és állatvédelem aktivistája. Nevelőintézetben élő gyermekeknek igyekszik otthont találni, ezzel segítve a családba integrálásukat. Elhagyott, vagy megkínzott állatok életéért és szellemi-lelki rehabilitációjáért tevékenykedik. Ugyanakkor írásaiban szeretné felhívni embertársai figyelmét arra is, hogy a világ, és a benne élők sorsa nézőpont és viszonyítás, hozzáállás kérdése.
Az Örömlény című kötet részben önéletrajzi ihletésű, részben számos, különböző sorshelyzeteket megélt családokkal készített interjú végeredményeként formálódott regénnyé, amelynek a folytatása, egyben lezárása 2015-ös év végi megjelenéssel várható.